# Cercle de Siby
Le cercle de Siby est une circonscription administrative malienne instauré en 2023, il constitue le 7e cercle de la région de Koulikoro.

## Géographie
Le cercle compte 4 communes et s'étend au centre-ouest de la région de Koulikoro, sur 2 673 km2 soit 5,68 % de la superficie régionale.

## Administration
Instauré en 2023, le cercle compte 3 arrondissements, 4 communes et 53 VFQ : villages, fractions et quartiers. Le cercle est codé en 0207.
| Code   | Arrondissement                 |
| ------ | ------------------------------ |
| 020701 | Arrondissement central de Siby |
| 020702 | Arrondissement de Bancoumana   |
| 020703 | Arrondissement de Sobra        |

| Code     | Commune      | Chef-lieu    | VFQ | Superficie (km2) |
| -------- | ------------ | ------------ | --- | ---------------- |
| 02070101 | Nioumamakana | Nioumamakana | 9   | 286              |
| 02070102 | Siby         | Siby         | 21  | 1002             |
| 02070201 | Bancoumana   | Bancoumana   | 14  | 522              |
| 02070301 | Sobra        | Sandama      | 10  | 863              |